# Hefbrug Boskoop
Hefbrug Boskoop is een hefbrug over de Gouwe in de plaats Boskoop gemeente Alphen aan de Rijn. De brug is gebouwd in 1935-1936 door staalconcern N.V. De Vries Robbé & Co en op 7 oktober 1936 in gebruik genomen. De brug is met bijbehorend brugwachtershuisje een rijksmonument. De brug wordt op afstand bediend door Brugbedieningscentrum Steekterpoort in Alphen aan den Rijn.

## Geschiedenis
Begin jaren 30 van de twintigste eeuw werd besloten om de vaarweg tussen Amsterdam en Rotterdam te verbeteren, zodat deze geschikt zou zijn voor vaartuigen tot 2000 ton.
Hiervoor moesten onder meer bij Waddinxveen en Boskoop de vernauwingen in de Gouwe worden weggenomen en nieuwe bruggen worden gebouwd.
Er werd gekozen voor stalen hefbruggen met een doorvaartbreedte van ruim 25 meter.
De keuze voor stalen hefbruggen was mede te danken aan de slechte economische situatie in de jaren na 1930, toen de staalprijzen tot een minimum waren gedaald en er veel werkeloosheid was. De staalconstructie kostte in die tijd niet veel geld en de werkeloosheid droeg er verder toe bij, dat de arbeidskosten zo laag mogelijk konden worden gehouden.
De bouw van de twee bruggen werd aanbesteed en gegund aan de N.V. De Vries Robbé & Co. uit Gorinchem, die met een inschrijving van ƒ 96.745 (ƒ 48.372,50 per brug) de laagste inschrijver was.
Op 12 september 1936 werd het 100 ton wegende hefgedeelte (het val) tussen de inmiddels gebouwde heftorens geplaatst. Op 7 oktober 1936 werd de brug in gebruik genomen.
In 1990 is de hefbrug gerenoveerd. Bij de renovatie is het val verbreed met twee voetpaden. Hierdoor kwam er ruimte vrij op de hoofdrijbaan voor fietsstroken. Het houten brugdek is vervangen door een stalen wegdek. Verder zijn de contragewichten aangepast aan het toegenomen gewicht van het val. De renovatie van de brug heeft zo'n zeven maanden in beslag genomen. De kosten van de renovatie bedroegen 1,7 miljoen gulden. Op 19 oktober 1990 is de verbrede hefbrug feestelijk heropend.
Op 16 juni 1999 is de hefbrug met het bijbehorende brugwachtershuisje op de monumentenlijst geplaatst vanwege de cultuurhistorische waarde van de brug.
In 2013 is bij een groot onderhoud het val voorzien van een nieuwe verflaag en een nieuw wegdek. Dit moest op een andere lokatie gebeuren. Het was voor het eerst sinds de bouw van de hefbrug dat het val eruit werd gehaald. De brug is op 2 november 2013 weer in gebruik genomen.
Sinds mei 2015 wordt de brug centraal bediend vanuit het Brugbedieningscentrum Steekterpoort bij Alphen aan den Rijn.
Op 30 juni 2015 is een leeg zandschip tegen de brug gevaren. Een vrouw met kinderwagen liep voorafgaand aan het incident door het rode licht. De brugwachter moest wachten met het openen van de brug, totdat de vrouw veilig de brug had verlaten.
Het schip waar de brug voor open zou gaan, kon niet meer op tijd stoppen en raakte een balk van de brug.
Door de aanvaring is het scheepvaartverkeer enkele dagen gestremd geweest.
Na dit incident is de brug enige tijd lokaal bediend.
In 2015 vonden nog twee aanvaringen met de hefbruggen over de Gouwe plaats. Naar aanleiding daarvan heeft de provincie Zuid-Holland onderzoek laten doen naar de verschillen tussen het lokaal en het centraal bedienen.
De conclusie van dit onderzoek was dat de afstandbediening en toegepaste techniek voldoende was ontwikkeld en voordelen heeft voor veiligheid en vlotheid ten opzichte van lokale bediening.
Op 10 oktober 2019 moest de brug plotseling afgesloten worden. De afsluiting gold zowel voor het wegverkeer als voor het vaarverkeer. Er waren roestdeeltjes naar beneden gekomen en uit de daaropvolgende inspectie bleek dat de constructieve veiligheid van de brug niet kon worden gegarandeerd. De mogelijkheid bestond dat de brug zou instorten als deze belast of bediend werd, omdat de heftorens onterecht niet waren verstevigd nadat in 1990 het val was verbreed (en verzwaard) met voetpaden.
De provincie Zuid-Holland heeft in de weken na de afsluiting verschillende zaken vervangen en verstevigd. De brug is op 20 november 2019 weer opengesteld voor het wegverkeer; het scheepvaartverkeer kon een dag later de brug weer passeren.
Het vervangen van de hefbrug voor een betere doorstroming was een van de maatregelen die in 2018 geselecteerd waren voor het programma Beter Bereikbaar Gouwe om de groeiende verkeersoverlast in de regio te verminderen. In 2021 is echter besloten om de brug niet te vervangen, maar een extra oeververbinding ten noorden van Boskoop te onderzoeken. De kosten hiervan vergen verder onderzoek.
Verder zullen de verkeerslichten bij de hefbrug beter worden afgestemd op het wegverkeer én de scheepvaart. Als schepen de bruggen naderen, krijgt het wegverkeer langer groen licht. Zo zal er minder verkeer staan voor de verkeerslichten als de brug open is.

## Hefhoogte
Als de brug geopend moet worden, maakt de bediener op afstand een keuze uit een van de volgende hefhoogten: 12, 24 en 34 meter. De keuze is afhankelijk van de scheepvaart dat de brug wil passeren. De standaard hefhoogte is 24 meter. De bediener kan de afweging maken deze te verlagen naar 12 meter als het zeker is dat dit mogelijk is. In ongeveer 50% van de passages is de hefhoogte van 12 meter voldoende.
Bij een konvooi wordt vanwege de onvoorspelbaarheid altijd voor de standaardhoogte gekozen.
Is de standaard hefhoogte van 24 meter niet toereikend, dan kiest de bediener voor 34 meter. Dat is in ongeveer 5% van de passages het geval. Deze hefhoogte is altijd toereikend, omdat 30 meter de maximaal toegestane doorvaarthoogte voor schepen over de Gouwe is.
Omdat de brug op afstand wordt bediend, is om veiligheidsredenen gekozen voor een beperkt aantal mogelijke hefhoogten. Het levert tijdwinst op en verkort het wachten voor het landverkeer, als de brug niet hoger wordt geheven dan noodzakelijk is. Toch zit het verschil vooral in de beleving: iemand die staat te wachten ziet een veel hogere brugopening dan nodig is. Het heffen naar een grote hoogte voor één klein schip kan irritatie opwekken bij landverkeer. Anderzijds is dit gewoongoed bij alle andere beweegbare bruggen, welke ook geheel open gaan voor elk schip.

### Bewegingstijd per hefhoogte
Hieronder zijn de totale bewegingstijden bij corresponderende hefhoogte aangegeven.

Niet meegerekend is de tijd voor afsluiten en vrijgeven van/voor wegverkeer en de doorvaart van het schip.

De snelheid van het beweegbare deel bij heffen en zakken is 0,28 m/s.
| hefhoogte (m) | tijd heffen (s) | tijd zakken (s) | totale tijd beweging (s) | totale tijd beweging (m:s) |
| ------------- | --------------- | --------------- | ------------------------ | -------------------------- |
| 12 m          | 60              | 70              | 130                      | 2:10                       |
| 24 m          | 105             | 115             | 220                      | 3:40                       |
| 34 m          | 143             | 153             | 316                      | 5:16                       |

## Cultureel erfgoed
De hefbrug Boskoop is als cultureel erfgoed in 1999 op de monumentenlijst geplaatst, omdat de brug van algemeen belang is door zijn grote architectuur- en cultuurhistorische waarde. De brug herinnert aan de infrastructurele ontwikkeling rond de verbreding en kanalisering van de Gouwe en is een representatief voorbeeld van een stalen hefbrug uit het midden van de jaren 30 van de twintigste eeuw. De brug is uniek en zeldzaam in zijn soort en is gaaf gebleven.
De hefbrug is ook in stedenbouwkundig opzicht van belang. De brug vormt met de hefbruggen in Waddinxveen en Alphen aan den Rijn een uniek ensemble in Nederland met hoge stedenbouwkundige waarde.
De brug is uitzonderlijk beeldbepalend en vormt door de heftorens van meer dan dertig meter hoogte een indrukwekkend silhouet in het landschap.

## Fotogalerij

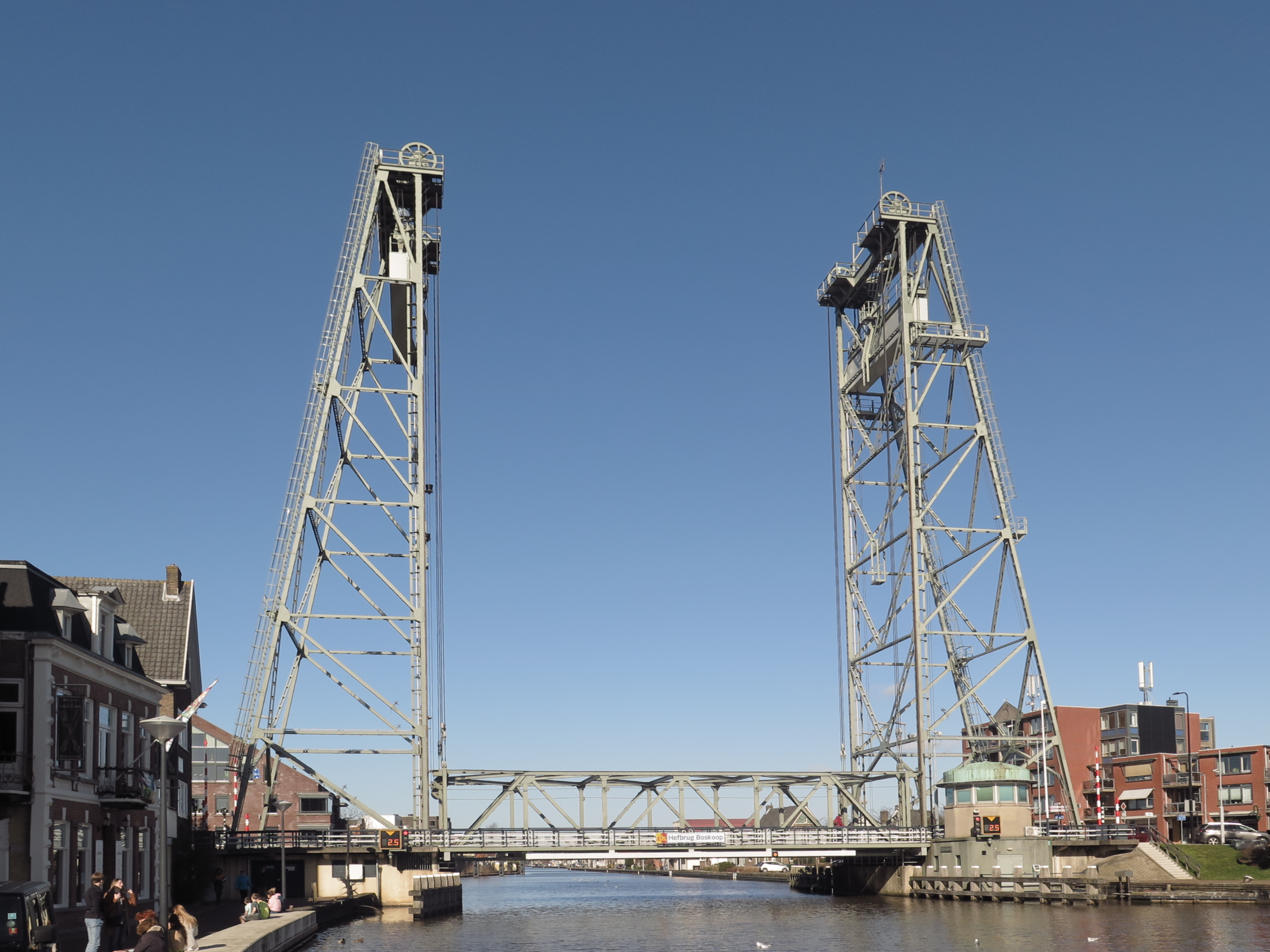
Brug vanaf de Barendstraat
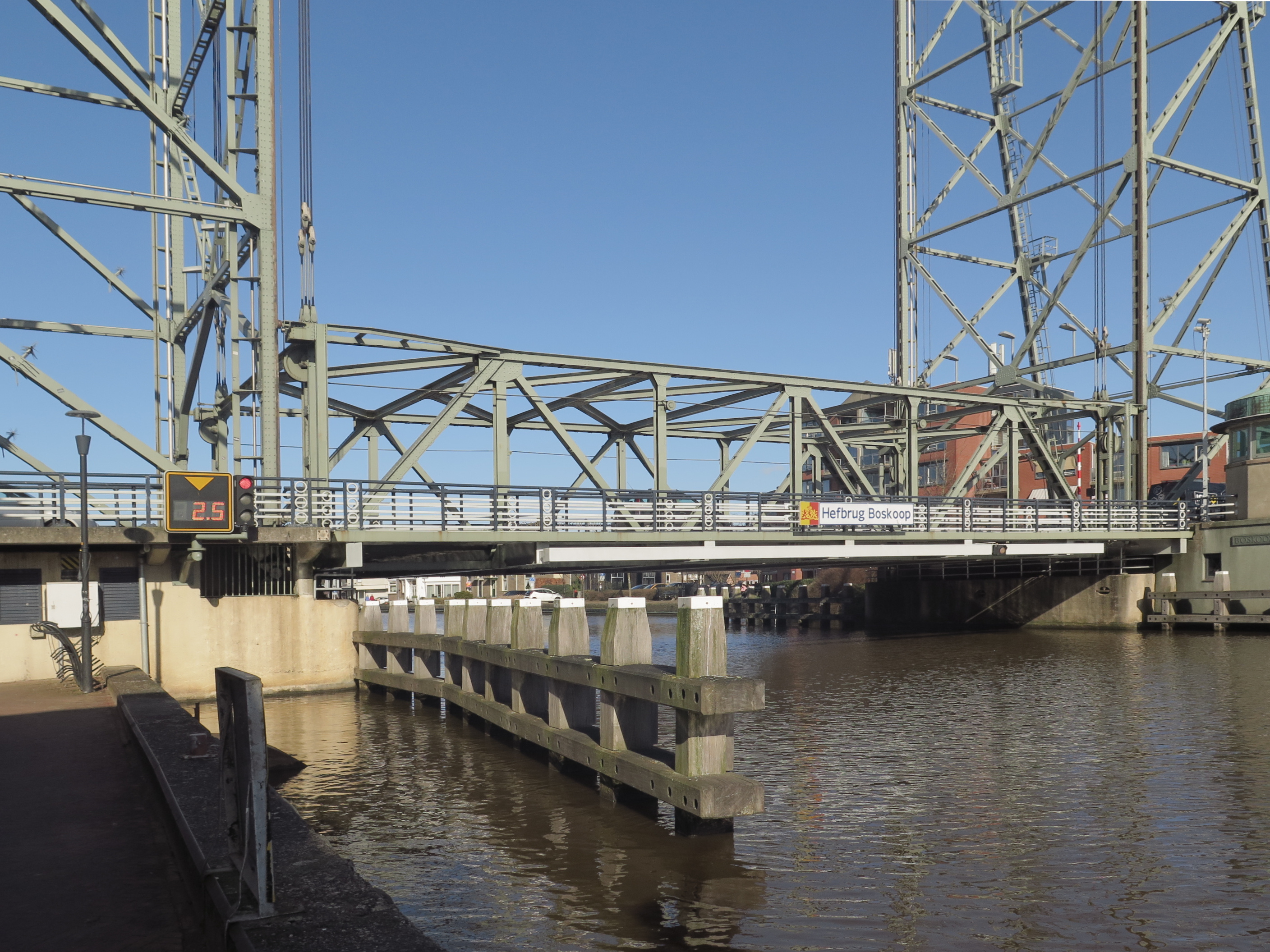
Beweegbaar deel
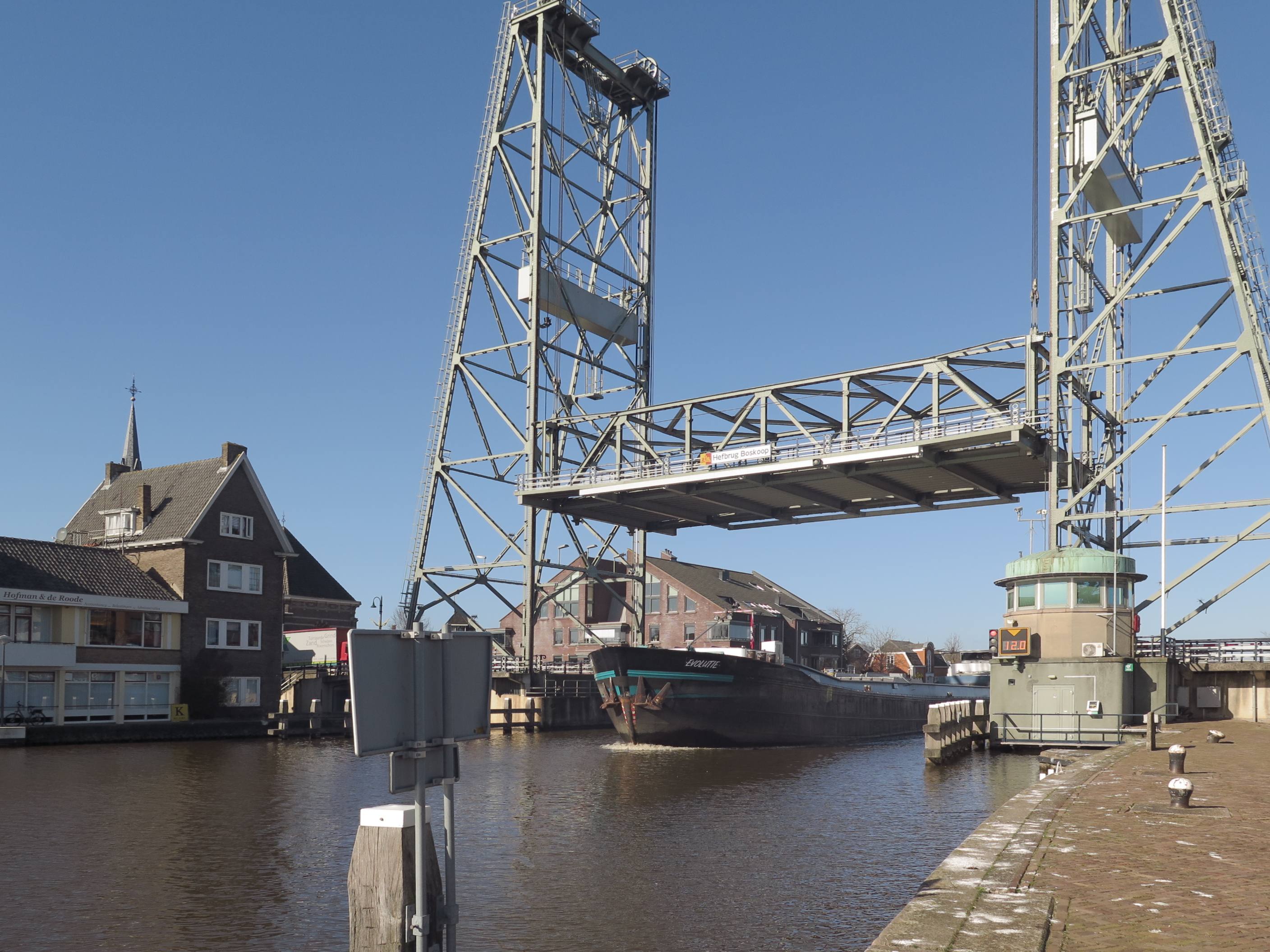
Brugopening
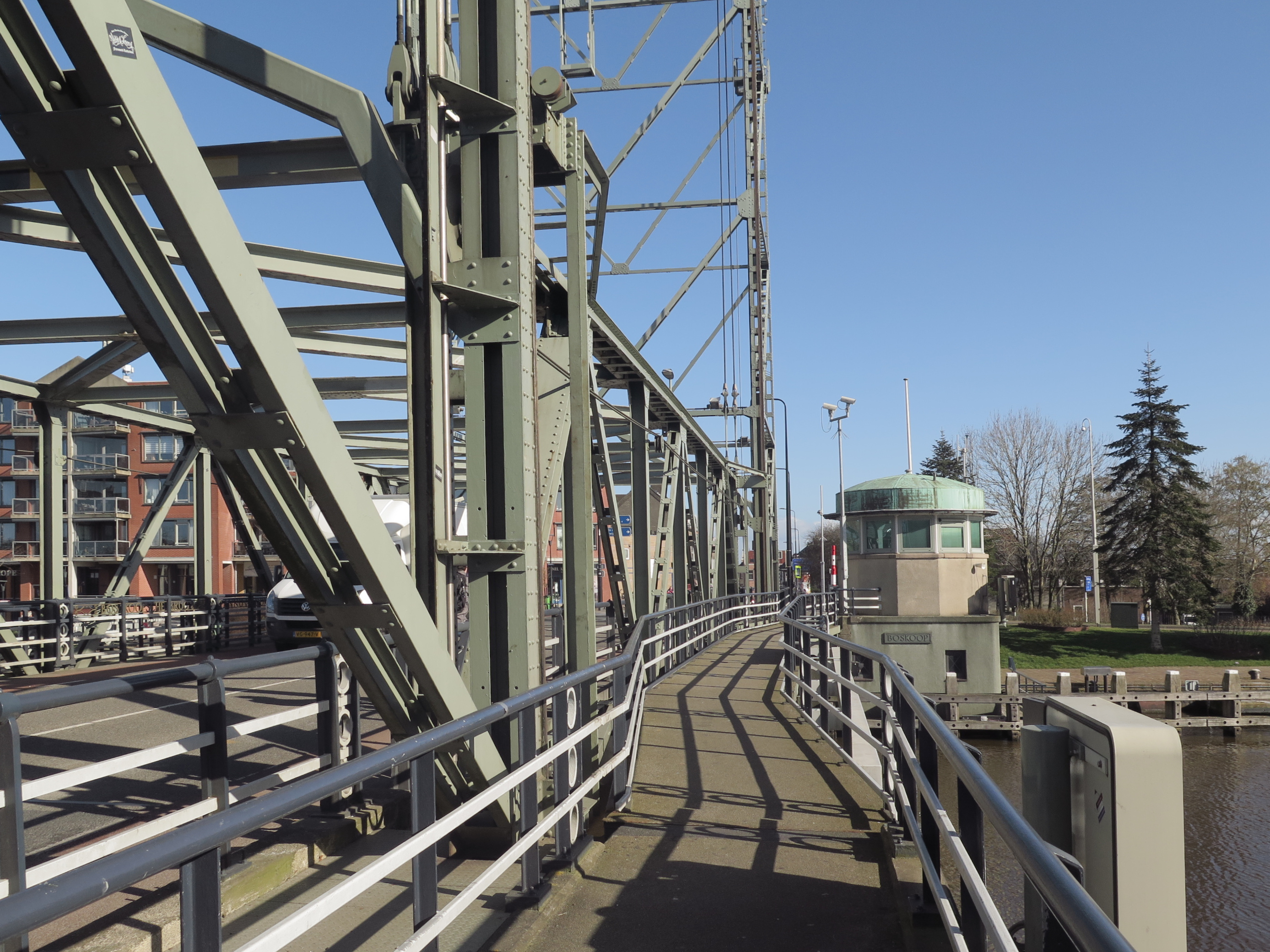
Voetpad en brugwachtershuisje